# Térskoie
Térskoie (en rus: Терское) és un poble de l'óblast de Tambov, a Rússia, segons el cens del 2010 tenia 709 habitants.